# الظاهرية (الإسكندرية)
الظاهرية هي شياخة تابعة لقسم ثان الرمل بحي شرق بمدينة الإسكندرية في مصر، تعتبر من المناطق الشعبية بالإسكندرية، إذ أن أغلب ضوارعها ضيقة وغير مُخططة.

## أهم المعالم
- مجمع مدارس حجر النواتيه.
- مساجد الفولي، أبوالنور، العدل والإحسان، الرحمة، الرضوان، والسلاموني.
- مستشفى الرعاية للأطفال.
- محطة قطار الظاهرية.
- شوارع العقصة وابن الجزري.